# Lothar Ziörjen

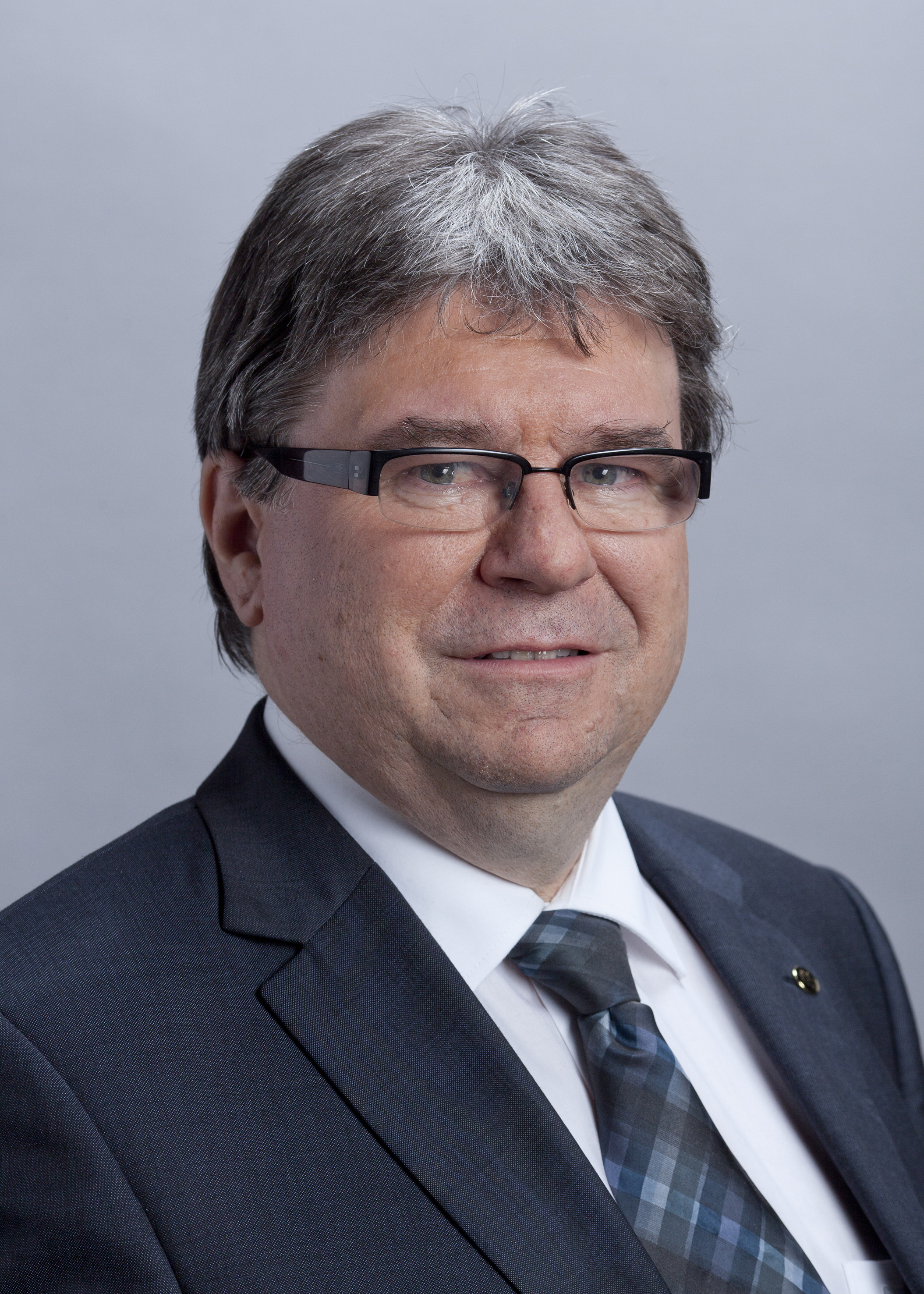
Lothar Ziörjen (2011)

Lothar Ziörjen (* 24. Februar 1955 in Zürich) ist ein Schweizer Politiker (BDP).
Lothar Ziörjen ist in Regensdorf und Schwerzenbach aufgewachsen. Als 20-Jähriger zog er nach Dübendorf. Er ist Architekt und arbeitet seit 30 Jahren auf diesem Beruf. 
1980 trat er der SVP bei, die er nach fast 20 Jahren (1999) wieder verliess. 2001 trat er in die Demokratische Partei in Dübendorf ein, die am 5. Mai 2009 mit der BDP fusionierte. 
Lothar Ziörjen wurde 1994 in die Dübendorfer Stadtregierung gewählt. Zuerst war er Vorsteher des Hochbauamtes und blieb dort bis 2006. Von 2002 an war er Vizepräsident und von 2006 bis 2018 war er Stadtpräsident von Dübendorf. 2011 wurde er in den Kantonsrat und in den Nationalrat gewählt. Er trat im Januar 2015 aus dem Nationalrat zurück, um sich wieder ganz dem Stadtpräsidium zu widmen. Für ihn rückte Rudolf Winkler in den Nationalrat nach.
Ziörjen ist verheiratet und hat zwei Kinder.